# Hans-Eberhard Schultz

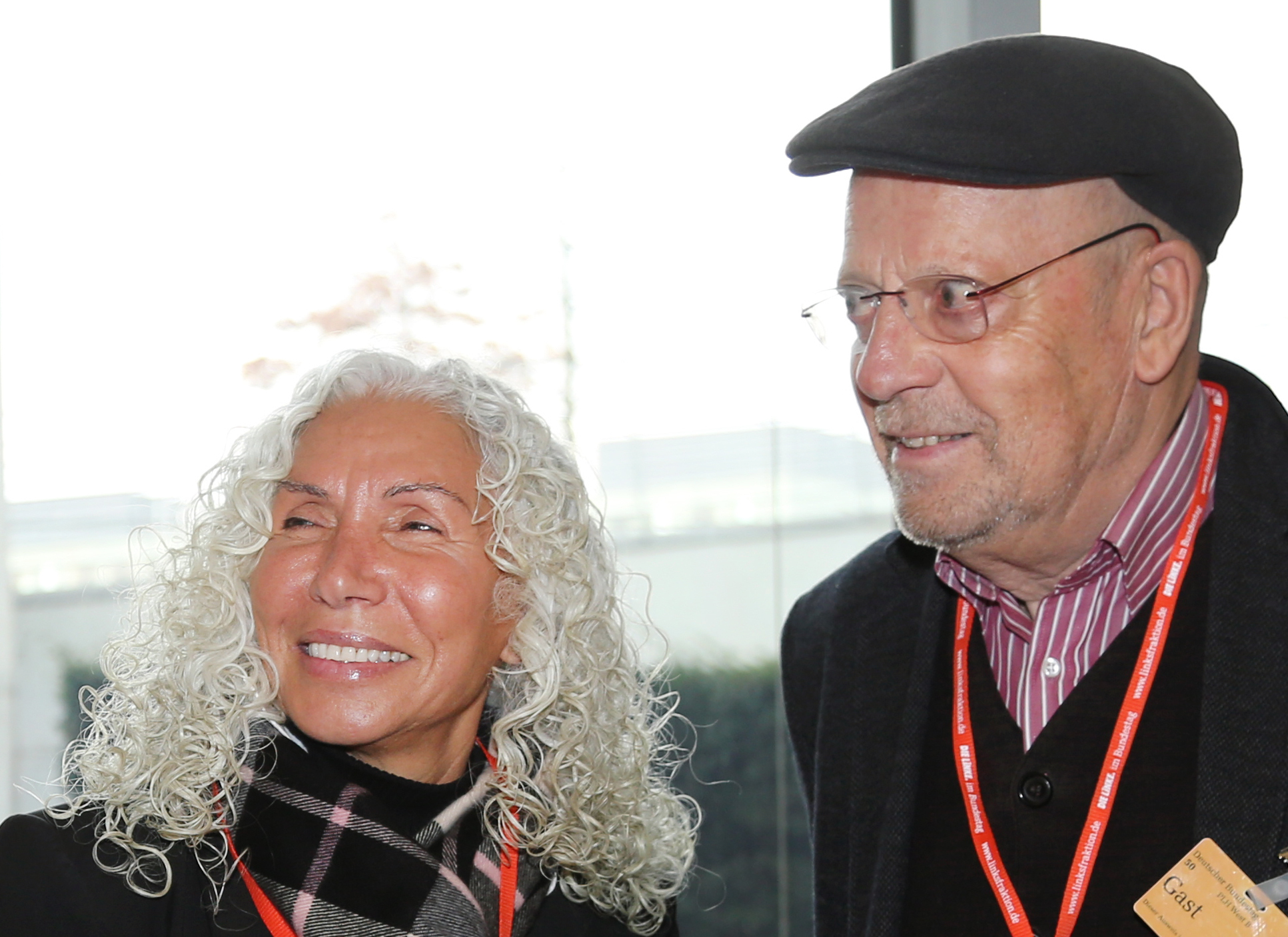
Hans-Eberhard Schultz zusammen mit seiner Frau Azize Tank, 2016

Hans-Eberhard Schultz (* Januar 1943 in Berlin) ist ein deutscher Rechtsanwalt und Autor.

## Leben
Schultz ist im Rhein-Ruhr-Gebiet aufgewachsen und machte sein Erstes juristisches Staatsexamen 1966 am OLG Köln. Danach absolvierte er das Staatsexamen für das Lehramt an Grundschulen an der Pädagogischen Hochschule in Berlin-Lankwitz und war dort einige Zeit als Lehrbeauftragter tätig. Zeitweise gehörte er zur Kommune 2. Während seiner Kommunezeit veröffentlichte Hans-Eberhardt Schultz 1969 im „Kursbuch“ ein „Tagebuchprotokoll“, in dem er beschrieb, wie er sich einem vierjährigen Mädchen sexuell näherte, das ebenfalls in der Kommune lebte.
Sein Zweites juristisches Staatsexamen mit der Zulassung als Rechtsanwalt folgte 1978 am OLG Düsseldorf. Seitdem war er als Rechtsanwalt tätig mit Kanzleisitzen in Vegesack (2009 geschlossen) und Berlin.
In den 1980er Jahren war er als Lehrbeauftragter an der Carl-von-Ossietzky-Universität in Oldenburg und bei Weiterbildungseinrichtungen wie der Bremer Volkshochschule, Regionalstelle Bremen-Nord und Arbeit und Leben tätig. Danach begann er zu Strafprozess- und Menschenrechtsfragen zu publizieren.
1999 war er einer der Verteidiger des inhaftierten Führers der  kurdische Untergrundorganisation PKK Abdullah Öcalan.
Schulz ist verheiratet mit Azize Tank, die zugleich Vorstandsmitglied der Eberhard Schultz Stiftung für soziale Menschenrechte und Partizipation ist.

## Schriften (Auswahl)
- Asyl- und Ausländerfeindlichkeit in der Bundesrepublik und die besonderen Bremer Verhältnisse. Bremen 1986
- Politische Justiz gegen eine "Auslandsvereinigung" und die Rolle des "Kronzeugen" als zentrales Beweismittel in schauprozeßartigen Mammutverfahren. In: Staatssicherheit. Die Bekämpfung des politischen Feindes im Inneren. AJZ Verlag: Bielefeld 1990
- Kündigungen erfolgreich verhindern. Das AntiKündigungsbuch: Berichte – Gesetze – Tips. Bremen 1993, ISBN 3-927155-03-9
- Zehn Jahre grenzüberschreitende Kurdenverfolgung. Köln 1998, ISBN 3-926922-33-8
- Der „Terrorismusvorbehalt“ im Asylrecht. (mit Renate Schultz);[8] In: Grundrechte-Report 2003 Zur Lage der Bürger- und Menschenrechte in Deutschland. Reinbek bei Hamburg 2003, ISBN 3-499-23419-X
- Endstation Guantanamo. Ein aktueller Beitrag zu Guantanamo mit den rechtlichen Hintergründen und Kubas Haltung. In: Blätter für deutsche und internationale Politik 5'04[9]
- Feindbild Islam und institutioneller Rassismus. Menschenrechtsarbeit in Zeiten von Migration und Anti-Terrorismus. VSA: Hamburg 2018
- Biplab Basu, Gün Tank: Das Problem heißt institutioneller Rassismus. Hrsg.: Klaus Kohlmeyer, Hans-Eberhard Schultz. VSA: Verlag, Hamburg 2023, ISBN 978-3-96488-086-4.